# Gondal

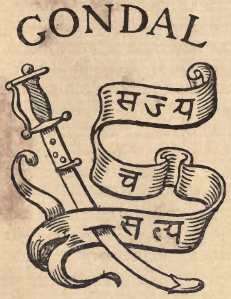
Bandera i escut de Gondal.

Gondal fou un estat tributari protegit a Kathiawar, província de Gujarat, presidència de Bombai, amb una superfície de 1779 km² (1881) o 2652 km² (1901) i format per 174 pobles (5 ciutats i 169 pobles) amb una població de majoria hindú de:
- 1872: 137.217
- 1881: 135.604
- 1891: 161.036
- 1901: 162.859
- 1931: 205.840

País pla excepte la zona de les muntanyes Osham Hills. El riu principal era el Bhadar.
Era un estat de segona classe fins que el 1887 fou elevat a primera classe. El sobirà (thakur sahib), un hindú rajput del clan Jareja, va entrar en tractes amb els britànics el 1807. El seu tribut era d'11.072 lliures pagades entre el govern britànic, el Gaikwar de Baroda i el nawab de Junagarh. L'exèrcit estava format el 1881 per 198 cavallers i 659 infants i policies, amb 16 canons; el 1901 eren 400 policies en part muntats i 203 irregulars.
L'estat és esmentat a l'Ain-i-Akbari i al Mirat-i-Ahmadi com un estat vaghela del sarkar de Surath, fundat per Kumbhoji I que va rebre Ardoi i altres pobles al segle XVII (vers 1634) del seu pare Thakur Mehramji Vibhoji de Rajkot. El tercer thakur, Sangoji, va traslladar la capital d'Ardoi a Gondal el 1709. Haloji, el quart de la línia, va deixar l'estat en la posició que va tenir sota els britànics amb l'adquisició de les parganes de Dhoraji i Upleta, i també de Sarsai i altres pobles que li va cedir el nawab de Junagarh per recompensar el seu suport. Muluji va estar sota influència d'un favorit de la cort. El seu fill i successor Dajibhai, era un poeta que va deixar el govern en mans del seu oncle (germà del seu pare) Thakur Shri Devaji Sagramji Sahib (Devabhai Sahib) primer governant que va castigar l'infanticidi. Kanuji (1814-1821) fou addicte al beure i va governar malament; el seu germà i successor Chandrasinhji, va produir una gran deute de l'estat que va heretar el seu germà Bhanabhai. Sota Bhagwatsinhji, que va rebre el títol de maharajà a finals del segle xix, la nissaga va rebre un sanad permetent l'adopció i el sobirà va rebre salutació d'11 canonades. Fou el primer estat que va fer obligatoria l'educació de les dones, que va suprimir 40 dels impostos existents, i que va realitzar grans obres públiques, i en general un exemple de bona administració amb bones i força carreteres i ferrocarril, escoles i hospitals. Després de l'accessió a l'Índia formà part del districte de Rajkot.
La capital era Gondal a la riba oest del Gondali, amb una població el 1881 de 13.523 habitants i el 1901 de 19.592. La seva població al cens del 2001 era de 95.991 habitants

## Llista de thakurs
- Thakur Shri KUMBHOJI I 1634-1679,
- Thakur Shri SAGRAMJI I KHUMBHOJI Sahib 1679-1714
- Thakur Shri SANGOJI KHUMBHOJI Sahib, fundador (1679) de la branca de Kotda-Sangani
- Thakur Shri SAGRAMJI I KHUMBHOJI Sahib 1679-1714
- Thakur Shri HALOJI SAGRAMJI Sahib 1714-1753
- Thakur Shri KUMBHOJI II HALOJI Sahib 1753-1790
- Thakur Shri MULUJI SAGRAMJI Sahib (MALUBHAI Sahib) 1790-1792
- Thakur Shri DAJIBHAI MULUJI Sahib 1792-1800
- Thakur Shri DEVAJI SAGRAMJI Sahib (DEVABHAI Sahib) 1800-1812
- Thakur Shri NATHUJI DEVAJI Sahib (NATHUBHAI) 1812-1814
- Thakur Shri KANUJI DEVAJI Sahib (germà) 1814-1821
- Thakur Shri CHANDRASINHJI DEVAJI Sahib (MOTIBHAI), (germà) 1821-1841
- Thakur Shri BHANABHAI DEVAJI Sahib (germà) 1841-1851
- Thakur Shri SAGRAMJI BHANABHAI Sahib (SAGRAMJI II) 1851-1869 (+ 14 de desembre de 1869)
- Maharaja Shri Sir BHAGWATSINHJI SAGRAMSINHJI Sahib 1869-1944 (+ 10 de març de 1944)
- Maharajah Shri BHOJRAJJISINHJI BHAGWATSINHJI Sahib 1944-1952 (+ 31 de juliol de 1952)

## Bandera i escut
André Flicher (reproduït per John Mc Meekin) assenyala únicament l'escut: un sabre en diagonal vertical, i al mig una cinta horitzontal amb la inscripció "Sajyam Cha Satyum".